# Heyritz
Le Heyritz (/aj.ʁits/) est un quartier de Strasbourg qui longe le canal de jonction. Il fait partie de Neudorf.

## Géographie
Le Heyritz est situé au sud du centre-ville, entre le bassin de l'Hôpital, la voie ferrée, le contournement sud et la route de l'hôpital. Il fait face à l'hôpital civil de Strasbourg, qui se trouve sur l'autre rive.
Dans le cadre de l'aménagement du quartier, une passerelle piétonne est construite pour permettre un lien avec le secteur de l’hôpital.

## Histoire
Le Heyritz était peuplé dès le XIVe siècle mais les constructions furent détruites. Un canal de jonction, Umleitungskanal, créant un lien entre le canal de la Marne au Rhin et le canal du Rhône au Rhin est creusé en 1882, l'on aménagea alors le port de la porte de l'Hôpital (Spitaltor Hafen). Ce port servait principalement aux bateaux venant de la Bruche ou du canal du Rhône au Rhin (le port du bassin d'Austerlitz ou Metzgertor Hafen, se trouvant un peu plus loin près de la place de l’Étoile, servant aux embarcations venant du Rhin). Il a servi de port de plaisance jusqu'à l'aménagement du parc du Heyritz entre 2013 et 2014.
Le Heyritz fut ensuite séparé du Schluthfeld par la gare aux marchandises de Neudorf construite en 1905.
Utilisé principalement comme glacis militaire et zone portuaire/ferroviaire, le Heyritz a profondément changé depuis les années 1990. L'ancienne gare aux marchandises a été démolie en 1988 pour permettre la construction d'une voie express, le contournement sud, achevé en 1992. Un ancien poste d'aiguillage existe toujours à l'arrière de la grande mosquée.
L'urbanisation du secteur a débuté avec la construction du collège Pasteur en 1996 puis du nouvel hôtel de police (NHP) en 2002.

La grande mosquée de Strasbourg érigée dans le quartier du Heyritz.

Les travaux de la grande mosquée de Strasbourg débutent en 2004 et l'inauguration a lieu en 2012.
Plusieurs constructions sont réalisées dans le cadre du projet d'urbanisme « Deux Rives » qui vise à relier le Heyritz au Port du Rhin : le gymnase du collège Pasteur, un hôtel Holiday Inn, un Rowing Club, une résidence étudiante, des logements, le siège commun des deux bailleurs sociaux CUS Habitat et Habitation Moderne, un parking ainsi qu'un nouveau siège pour la CAF.
Un nouveau parc est également aménagé au bord du bassin de l'Hôpital, le parc du Heyritz. La ville a voulu conserver le côté « naturel » et « sauvage » des lieux en utilisant principalement les arbres et végétations déjà présents sur le secteur.

## Urbanisme
Le secteur compte une résidence étudiante, ouverte depuis septembre 2013. Elle est gérée par MACSF et dispose de 282 studios.
Un hôtel 3 étoiles de 148 chambres, Holiday Inn Express, a ouvert ses portes en 2014. En parallèle, le quartier compte un silo de 370 places de parking.
215 logements (dont 43 logements sociaux) ont également été livrés en 2014.